# Elena Kulitjenko
Elena Kulitjenko (ryska: Елена Куличенко), född 28 juli 2002 i Odintsovo i Moskva oblast, är en cypriotisk höjdhoppare som tidigare tävlade för Ryssland.
2019 blev hon cypriotisk medborgare och hon började tävla för Cypern 2021. Detta eftersom Ryssland som nation var avstängt av World Athletics, bland annat på grund av doping. Då det ryska förbundet inte betalde World Athletics för dopingtester vilket kunde lett till att hon tillåtits tävla under neutral flagg så bytte hon nation.
Hon studerar på University of Georgia i USA och tävlar för skolans lag Georgia Bulldogs i collegefriidrott. Kulitjenko har också många medaljer från ryska nationella juniormästerskap.
2023 tog hon guld i U23-europamästerskapen med ett hopp på 1,91. Kritik väcktes då mot att hon tillåtits tävla, Kulitjenko bytte dock nationalitet redan innan Rysslands invasion av Ukraina. Hon har också ett silver från European Youth Olympic Festival 2017, då tävlandes under rysk flagg.